# Ted Harper
Edward Cashfield Harper, noto come Ted Harper (Sheerness, 22 agosto 1901 – 22 luglio 1959), è stato un calciatore inglese, di ruolo attaccante.

## Carriera
Iniziò a giocare nel Blackburn ed esplose nel 1925 quando la sua squadra acquistò Syd Puddefoot, i cui assist lo portarono a segnare 43 gol in 37 partite. Questa performance gli valse il titolo di capocannoniere e costituì il nuovo record della Football League. Passò poi allo Sheffield Wednesday ed in seguito al Tottenham, da cui fu pagato £5500 (allora la cifra più alta mai spesa per un calciatore). Nella stagione 1930-1931 segnò 30 reti, record per il club, ma fu poi fermato da un infortunio. In seguito andò al Preston North End in Second Division ma la sua ottima media gol non fu sufficiente a portare la squadra alla promozione. Chiuse la carriera dopo un ultimo anno al Blackburn.

## Palmarès

### Club

#### Competizioni nazionali
- Campionato inglese: 1

Sheffield Wednesday: 1928-1929

### Individuale
- Capocannoniere della seconda divisione inglese: 1

1932-1933 (37 reti)